# Lago Tana
El lago Tana (también escrito T'ana; anteriormente escrito como Tsana o Dambea) es el lago más grande  de Etiopía y constituye la fuente del Nilo Azul. El lago está ubicado en las tierras altas al noroeste del país, a  1840 m s. n. m., y tiene aproximadamente 84 km de largo y 66 km de ancho. La profundidad máxima es de 15 m y tiene una superficie de 2156 km². El lago recibe sus aguas de los ríos Reb, Gumara, Lesser Abay, Kilti y Magech.

## Descripción

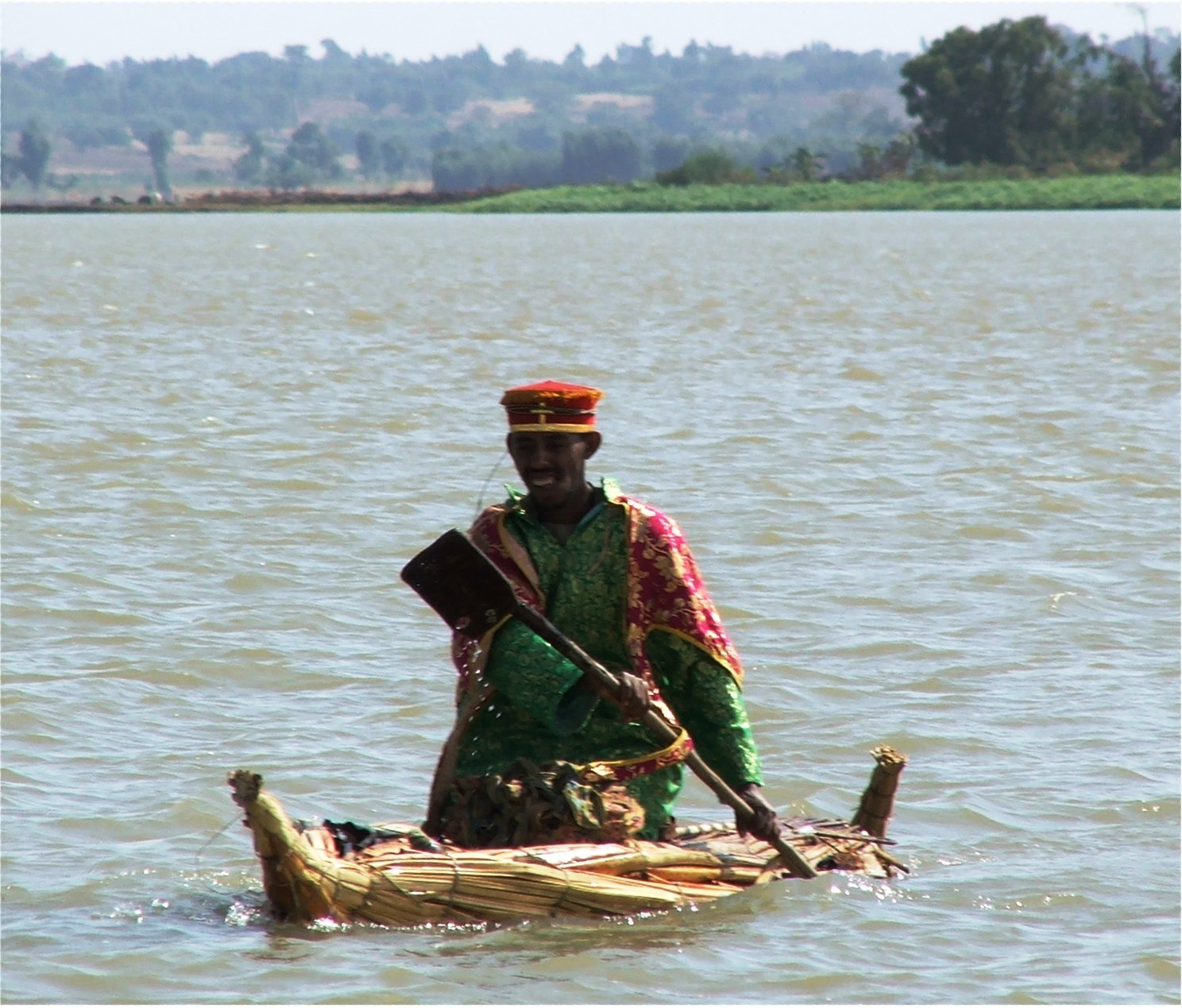
Sacerdote ortodoxo en un barco de papiro en su camino a uno de los monasterios.

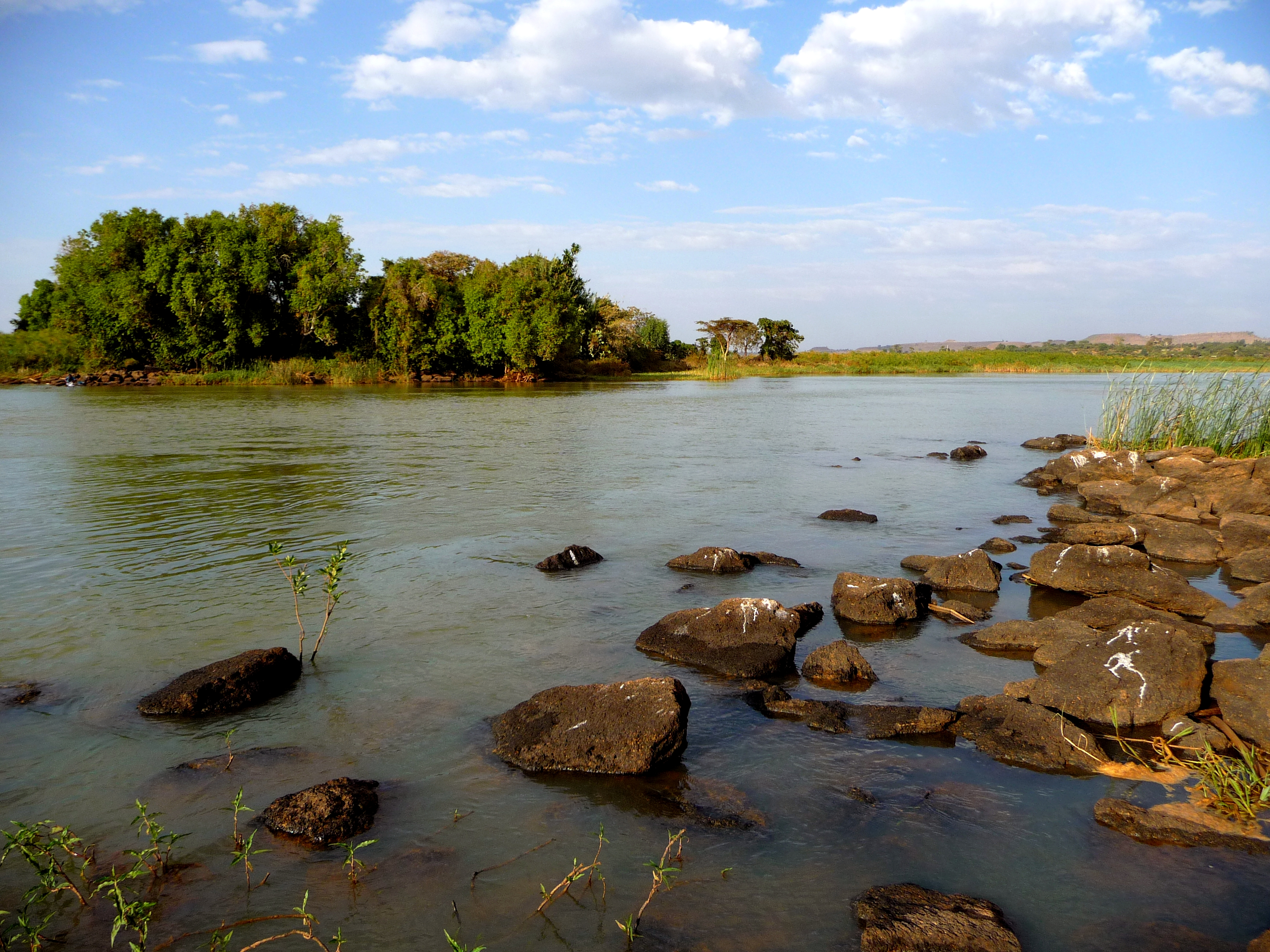
Nacimiento del Nilo Azul en la salida del lago Tana

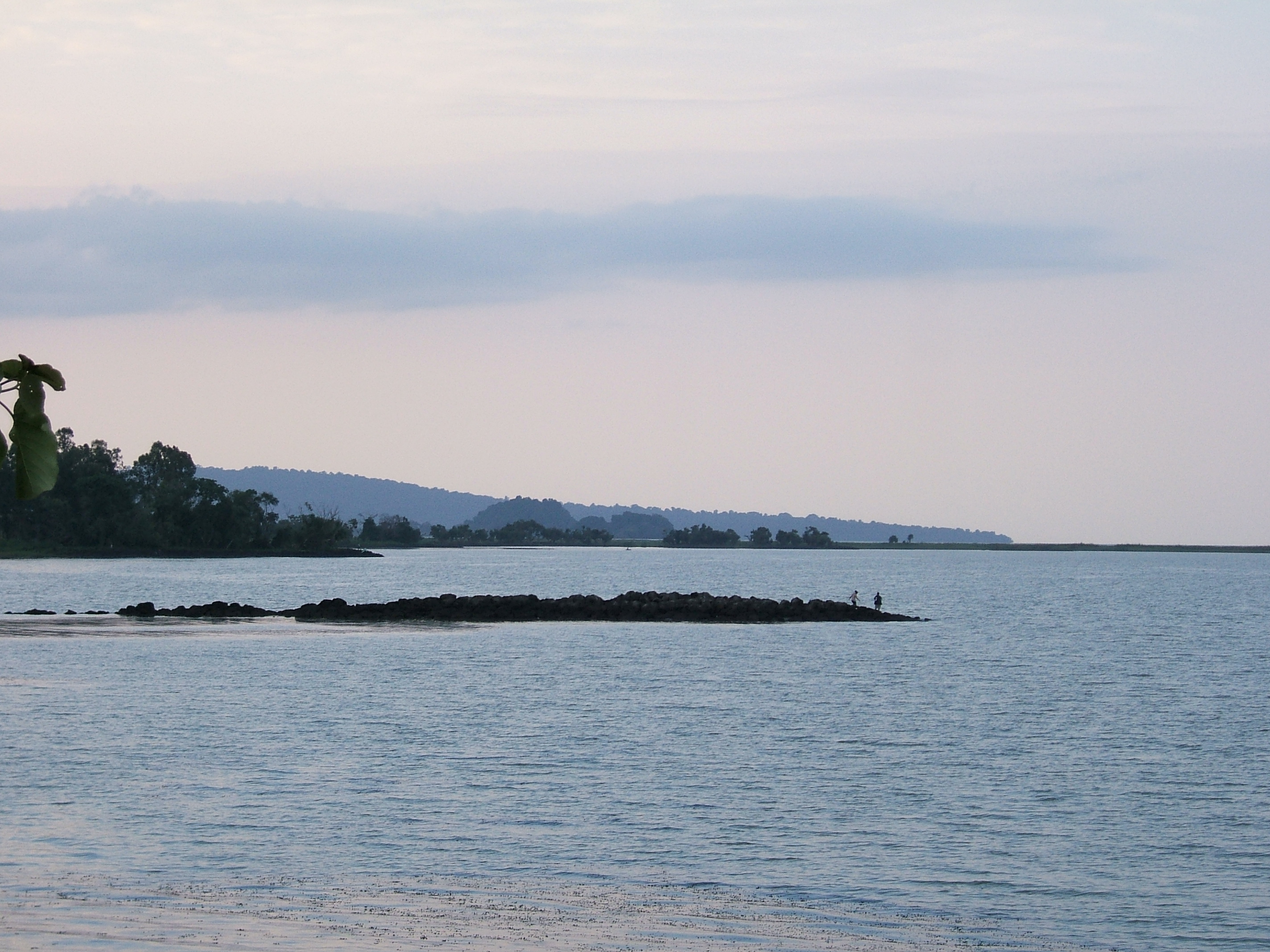
Vista del lago

El primer europeo que describió el lago Tana fue el jesuita español Pedro Páez en 1618 mientras acompañaba, como capellán, al emperador de Etiopía Susinios Sequed III, en una expedición militar. Describió la existencia de unas cataratas grandiosas a las que los habitantes locales llamaban "el agua que echa humo" por la infinita cantidad de gotas y vapor de agua que producían. Fue el primer europeo en ver y describir las fuentes del Nilo Azul. 
El lago tiene unas treinta islas e islotes, cuyo número varía según sea el nivel del lago, que ha bajado de unos dos metros en los últimos 400 años. Según Manoel de Almeida (un misionero portugués del siglo XVI), el lago tenía 21 islas, siete u ocho de las cuales tenían monasterios en ellas «anteriormente grandes, pero actualmente muy reducidos». Cuando Robert Bruce visitó el área a finales del siglo XVIII, dejó asentado que los habitantes locales contaban 45 islas habitadas, pero que él creía que sólo había once. Un geógrafo más reciente menciona 37 islas, de las cuales 19 tienen y habrían tenido monasterios o iglesias.
En los monasterios aislados de estas islas se enterraron los restos de emperadores etíopes. En la isla de Tana Cherqos hay una roca que fue en la cual, según la tradición descansó la Virgen María de su viaje de regreso de Egipto; también se dice que Frumentius, que introdujo el cristianismo en Etiopía estaría enterrado en Tana Qirqos. El cuerpo de Yekuno Amlak fue enterrado en el monasterio de San Esteban, en la Isla Daga; también en Daga se encuentran las tumbas de los emperadores Dawit I, Zara Yaqob, Za Dengel y Fasilides. Otras de las islas más importantes del lago son la isla Dek y Meshralia.
Se piensa que los monasterios fueron construidos sobre sitios religiosos anteriores e incluyen  Debre Maryam y Dega Estefanos del siglo XIV, Narga Selassie, Tana Qirqos (donde según las tradiciones etíopes habría estado el Arca de la Alianza), y Ura Kidane Mecet del siglo XIX. Hay un servicio de ferry que conecta Bahir Dar con Gorgora pasando por la isla Dek y varios poblados al borde del mar.